# Carlo Emery
Carlo Emery, född 25 oktober 1848 i Neapel, död 11 maj 1925 i Bologna, var en italiensk zoolog.
Emery blev professor i zoologi vid universitetet i Cagliari 1878 och i Bologna 1881. En stor del av hans forskning ägnades åt myrornas systematik. Studiet av dessa djur, deras polymorfism och variabilitet hade stort inflytande på hans ställning till de allmänna biologiska frågorna. Hans uppfattning av artbildningen och ärftligheten överensstämde ursprungligen närmast med August Weismanns; senare närmade han sig dock Hugo de Vries. Han lämnade även viktiga bidrag till kunskapen om extremitetskelettet hos ryggradsdjuren i Studi sulla morfologia dei membri degli amfibie sulla filogenia del chiropterigio (1890) och i Beiträge zur Entwickelungsgeschichte und Morphologie des Hand- und Fußskeletts der Marsupialier (1897). Sedan 1882 utgav han tillsammans med Angelo Mosso tidskriften "Archives italiennes de biologie".

## Övriga skrifter i urval
- Fierasfer (1880)
- Gedanken zur Descendenz- und Vererbungstheorie (1893-97)
- Zur Kenntniss der nordamerikanischen Ameisenfaima (1895)